# Телефон дьявола
«Телефон дьявола» (англ. 976-EVIL) — американский фильм ужасов 1988 года режиссёра Роберта Инглунда.
В 1992 году сразу на видео вышел сиквел — «Телефон дьявола 2».

## Сюжет
Хоакс — обычный подросток с кучей проблем, которого избивают в школе и которому не везёт в личной жизни. Однако всё меняется, когда ему на глаза попадается реклама с предложением позвонить по телефону 976-ЗЛО и получить гороскоп. Главный герой набирает номер не подозревая, что обращается за помощью непосредственно в преисподнюю. Там готовы поставить на службу Хоаксу все силы ада, но их услуги платные. Плата — жизнь.

## В ролях
- Стивен Джеффрис — Хоакс
- Патрик О’Брайан — Спайк
- Сэнди Деннис — тётя Люси
- Джим Метцлер — Марти
- Мария Рубелл — Анжела
- Лесли Дин — Сьюзи
- Дж. Дж. Коэн — Маркус
- Пол Вилсон — Мистер Майклс
- Грег Коллинз — Мистер Шелби
- Даррен Э. Берроуз — Джеф

## Релиз
Фильм был выпущен в США в кинотеатрах компанией New Line Cinema в марте 1989 года. В прокате фильму удалось собрать 2 955 917 долларов.
Фильм был выпущен на домашнем видео компанией RCA/Columbia Pictures Home Video в том же году. VHS-кассеты и дисковый носитель содержат видеоматериалы, ранее не включённые в оригинальную театральную версию.
Фильм был выпущен на DVD компанией Sony Pictures Home Entertainment в 2002 году. На DVD, а также в потоковом сервисе Crackle вышла театральная версия. Позднее обе версии были выпущены на Blu-ray 3 октября 2017 года.

## В поп-культуре
Американская метал-группа Deftones в своём альбоме Diamond Eyes имеют песню «976-EVIL», названную так в честь фильма.